# Tallenes tale
|  | Denne artikel er oprettet af botten PalnaBot ud fra en ekstern database. Den kan derfor have sproglige fejl eller mangler. Denne skabelon kan fjernes efter kontrol af indholdet. |

Tallenes tale er en dokumentarfilm instrueret af Ove Sevel efter manuskript af Ove Sevel.

## Handling
Om problemerne i forbindelse med Danmarks genopbygning. Filmen viser, hvilke økonomiske vanskeligheder krigen har medført for Danmark og fortæller om, hvad vi kan gøre for at komme igennem vanskelighederne. Filmen er optaget i anledning af udbydelsen af præmieobligationslån, og folk opfordres til at foretage opsparing bl.a. ved at købe præmieobligationer. Politiken skrev begejstret i sin anmeldelse 27/1 1949: "Dens hensigt var at fortælle om Danmarks genopbygning efter krigen, og opgaven var løst ved simpelt hen at dramatisere en saa tør og dødsenstrist bog som "Danmarks statistik". Tallene dansede hen over lærredet, millionerne slog kolbøtter, og brøkerne gjorde spilopper, ind imellem var der muntre anskuelsesbilleder og virkelige naturfilm, hele teatret lo højlydt, og inden filmen var forbi, havde vi faaet lært, at krigen kostede Danmark 13 milliarder kroner, at vor svinebestand er mere end halveret, at vi stadig mangler 20 millioner høns, og at vore maskiner trænger hårdt til fornyelse".